# Chaetostomella baezi
Chaetostomella baezi är en tvåvingeart som beskrevs av Merz 2000. Chaetostomella baezi ingår i släktet Chaetostomella och familjen borrflugor. Inga underarter finns listade i Catalogue of Life.